# エディンバラ・オブ・ザ・セブン・シーズ
エディンバラ・オブ・ザ・セブン・シーズ（Edinburgh of the Seven Seas）は、南大西洋に浮かぶトリスタンダクーニャ島にある唯一の集落。人口は約260人。イギリスの海外領土「セントヘレナ・アセンションおよびトリスタンダクーニャ」を構成する3つの行政区域の一つ、トリスタンダクーニャの政庁所在地でもある。この集落に最も近い定住地は、北に 2,173 km 離れた場所にあるセントヘレナであり、「世界で最も孤立した村（The world's most isolated Settlement）」であると謳われている。
「エディンバラ (Edinburgh)」と略称されるが、島内では単に「村 (The Settlement, The Village)」と呼ばれる。

## 地理

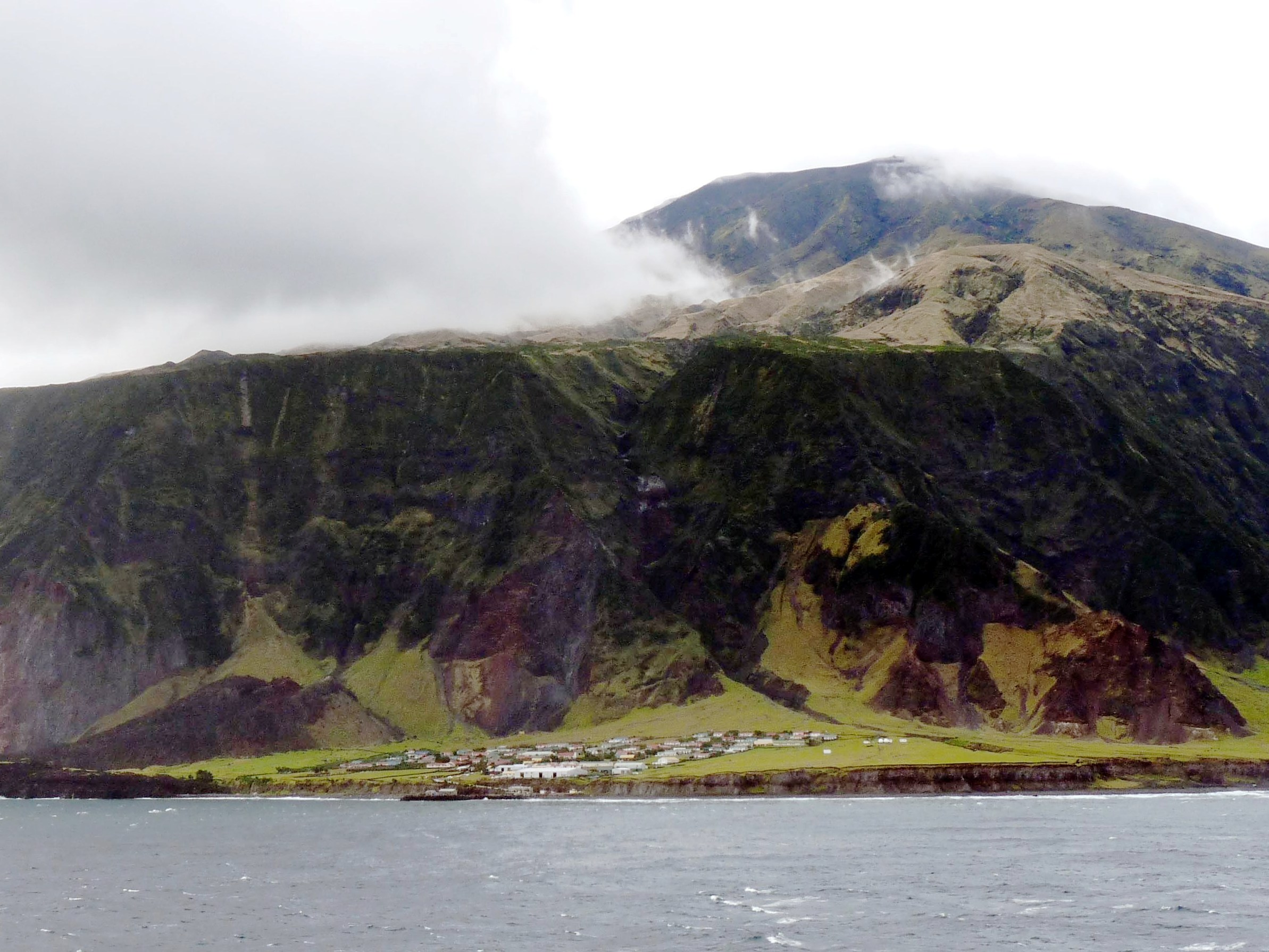
海と山の間のわずかな平地にエディンバラはある

トリスタンダクーニャ島は、クィーン・メアリー・ピーク (2,062 m) を中心とした面積 98 km2 の火山島である。島の海岸線は断崖絶壁からなり、平地はほとんどない。しかし島の北西部には 5 km2 ほどの狭い平地があり、その北端にエディンバラの集落は位置している。
エディンバラは島で唯一の集落であり、すべての島民がここで暮らす。港や政庁、警察署、教会、学校、病院、郵便局、喫茶店、ロブスターの加工工場などがそろっている。

## 歴史
この集落の名は、ビクトリア女王の次男エディンバラ公アルフレッドにちなんだものである。1867年8月、エディンバラ公はガラテア号の司令官として世界一周の航海をおこなう途中、この島を訪問した。島民の長であるピーター・グリーンは、これを記念して集落の名をエディンバラ・オブ・ザ・セブン・シーズとした。
1961年には集落の付近で火山の噴火があり、住民すべてがイギリス本国に避難する事態となった。このときの火山活動では玄武岩質の溶岩の流出によって加工工場が被害を受け、また港として使われていたビッグ・ビーチ、リトル・ビーチが破壊された。しかし、島民の住宅や水源は無事であった。1963年、島民は島への帰還を果たし、エディンバラは再建された。

## 施設

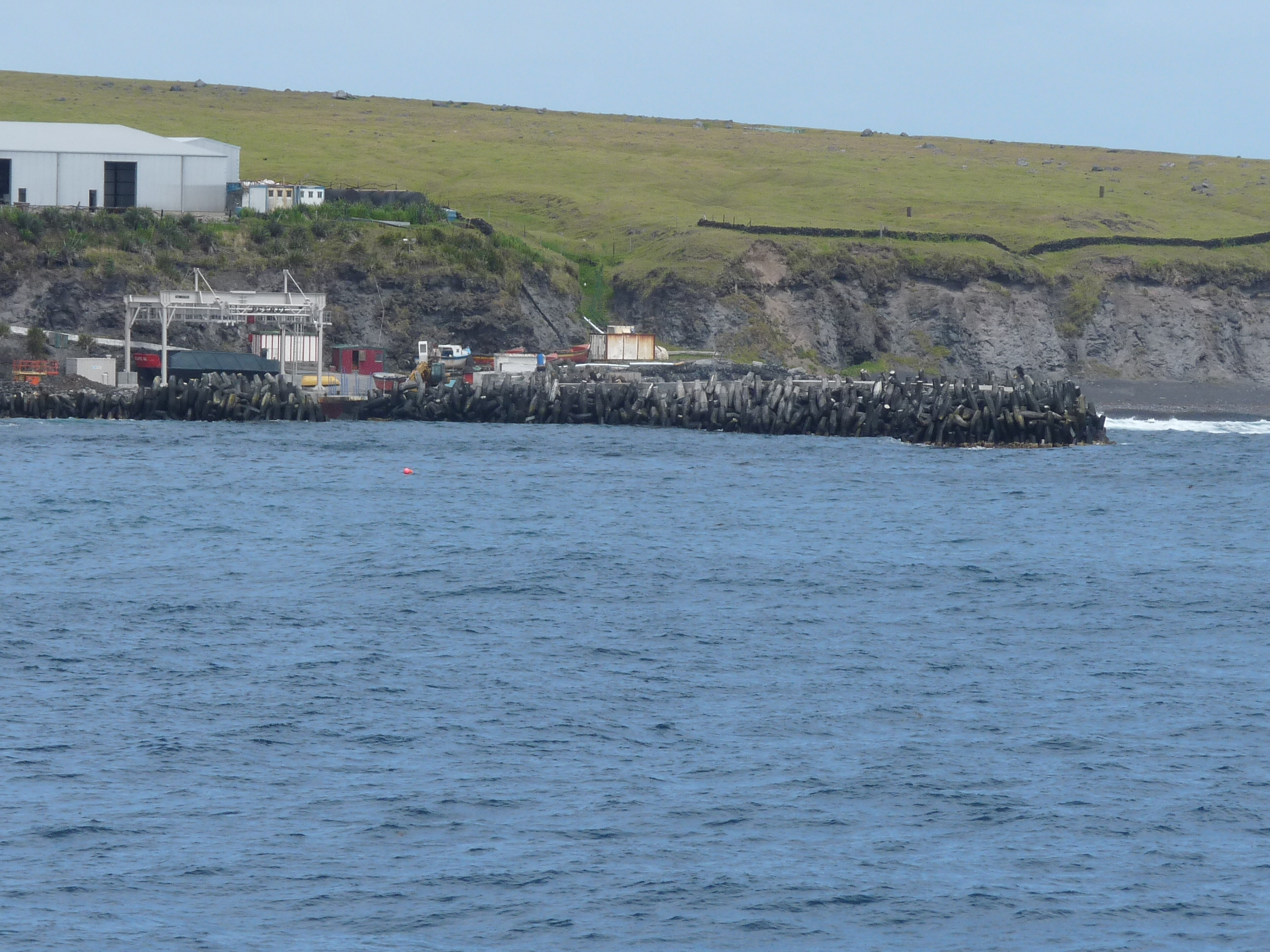
カルショット・ハーバーの防波堤

1967年に建設された港は、カルショット・ハーバー (Calshot Harbour) という名で呼ばれている。これは、全島避難時に島民たちが生活をした英国本土イングランド・ハンプシャー州の港町カルショットにちなんだものである。ただし、外洋航行船やヨットを着岸・収容することはできず、投錨地に停泊した上で乗客や貨物の積み下ろしを地元の船で行う必要がある。
島には二つの教会堂がある。St Mary's Church は聖公会の教会堂で、1923年に開設された。なお、教会堂が出来るまでの集会は、島民の長の家や、島で最も大きな家屋で開かれていた。教会堂は島の典型的な建築様式で建設されており、島の凝灰岩で作られた切妻壁を持つ。教会の鐘は難破船から得られたものである。St Joseph's Church はカトリックの教会堂で、1983年に建設され、その後2005年に再建された。

## 気候
ケッペンの気候区分では西岸海洋性気候（Cfb）に属する。
| エディンバラ・オブ・ザ・セブン・シーズの気候 | エディンバラ・オブ・ザ・セブン・シーズの気候 | エディンバラ・オブ・ザ・セブン・シーズの気候 | エディンバラ・オブ・ザ・セブン・シーズの気候 | エディンバラ・オブ・ザ・セブン・シーズの気候 | エディンバラ・オブ・ザ・セブン・シーズの気候 | エディンバラ・オブ・ザ・セブン・シーズの気候 | エディンバラ・オブ・ザ・セブン・シーズの気候 | エディンバラ・オブ・ザ・セブン・シーズの気候 | エディンバラ・オブ・ザ・セブン・シーズの気候 | エディンバラ・オブ・ザ・セブン・シーズの気候 | エディンバラ・オブ・ザ・セブン・シーズの気候 | エディンバラ・オブ・ザ・セブン・シーズの気候 | エディンバラ・オブ・ザ・セブン・シーズの気候 |
| 月                                           | 1月                                          | 2月                                          | 3月                                          | 4月                                          | 5月                                          | 6月                                          | 7月                                          | 8月                                          | 9月                                          | 10月                                         | 11月                                         | 12月                                         | 年                                           |
| -------------------------------------------- | -------------------------------------------- | -------------------------------------------- | -------------------------------------------- | -------------------------------------------- | -------------------------------------------- | -------------------------------------------- | -------------------------------------------- | -------------------------------------------- | -------------------------------------------- | -------------------------------------------- | -------------------------------------------- | -------------------------------------------- | -------------------------------------------- |
| 平均最高気温 °C （°F）                       | 20 (68)                                      | 21 (70)                                      | 20 (68)                                      | 18 (64)                                      | 17 (63)                                      | 15 (59)                                      | 14 (57)                                      | 14 (57)                                      | 14 (57)                                      | 15 (59)                                      | 17 (63)                                      | 19 (66)                                      | 17 (62.6)                                    |
| 平均最低気温 °C （°F）                       | 16 (61)                                      | 17 (63)                                      | 16 (61)                                      | 15 (59)                                      | 13 (55)                                      | 11 (52)                                      | 11 (52)                                      | 10 (50)                                      | 10 (50)                                      | 11 (52)                                      | 13 (55)                                      | 15 (59)                                      | 13.2 (55.8)                                  |
| 降水量 mm （inch）                           | 93 (3.66)                                    | 113 (4.45)                                   | 121 (4.76)                                   | 129 (5.08)                                   | 155 (6.1)                                    | 160 (6.3)                                    | 160 (6.3)                                    | 175 (6.89)                                   | 169 (6.65)                                   | 151 (5.94)                                   | 128 (5.04)                                   | 127 (5)                                      | 1,681 (66.18)                                |
| 平均降雨日数                                 | 18                                           | 16                                           | 17                                           | 20                                           | 23                                           | 23                                           | 25                                           | 26                                           | 24                                           | 22                                           | 18                                           | 19                                           | 251                                          |
| 平均月間日照時間                             | 139.5                                        | 142.8                                        | 145.7                                        | 129                                          | 108.5                                        | 99                                           | 105.4                                        | 105.4                                        | 120                                          | 133.3                                        | 138                                          | 130.2                                        | 1,496.8                                      |
| 出典：ClimaTemps.com                         |                                              |                                              |                                              |                                              |                                              |                                              |                                              |                                              |                                              |                                              |                                              |                                              |                                              |